# Varennes (Somme)
Varennes, também conhecida como Varennes-en-Croix, é uma comuna francesa na região administrativa de Altos da França, no departamento de Somme. Estende-se por uma área de 7,24 km². Em 2010 a comuna tinha 220 habitantes (densidade: 30,4 hab./km²).